# معهد كلارك للفنون
معهد كلارك للفنون هو متحف للفنون يقع في ويليامزتاون، ماساتشوستس.تأسس المتحف في 1955 ويزوره سنوياً 200 ألف زائر.